# データック
データック（DATACH）は、バンダイが1992年12月29日に発売したファミリーコンピュータ（以下ファミコン）用の周辺機器。

## 概要
ファミコン末期に発売された、バーコードを用いたゲームが遊べる周辺機器。
本体にはファミコン用ロムカセットと同形状の端子部があり、ファミコン本体のカセット差し込み口に差し込む。上部にはバーコードリーダーが内蔵されており、バーコードを通してデータを読み込む。ゲームをプレイするには、本体のほかに「ミニカセット」と呼ばれる専用のソフトが必要である。またゲームによっては、身の回りの商品のパッケージにあるバーコードを通すとソフト付属のカードにはないキャラクターやアイテムなどとして利用できるものもある。

## 専用ソフト
全7本が販売された。
ドラゴンボールZ 激闘天下一武道会
1992年12月29日発売。データック本体と同時発売で、専用ソフトの第1弾。漫画『ドラゴンボール』およびそのアニメ版『ドラゴンボールZ』を原作としている。内容は格闘ゲームに似た対戦アクションゲーム。出荷本数は約33万本。
バーコードカードは大きくキャラクターカードとアイテムカードの2種類に分けられる。まずゲーム開始時にキャラクターカードを入力して使用するキャラクターを決める。対戦は一対一で、「パンチ」「キック」「ジャンプ」「ハイジャンプ」「舞空術」といったアクションのほか、Aボタン・Bボタンの同時押しで飛び道具（エネルギー波）などの「必殺技」を放つことも可能。ただし必殺技は使うたびに攻撃力にあたるパラメータが減ってゆき、これが一定以下になると使えなくなる。カウントダウンしているタイマーが0になるとインターバルが入り、ここでアイテムカードを入力することで体力の回復や各種パラメータの増強などを行うことができる。相手の体力を0にして倒した方が勝者となり、その時点で対戦は終了する。
SDガンダム GUNDAM WARS
1993年4月23日発売。SDガンダムを題材とした、対戦型のゲーム。
バーコードカードはキャラクターカードとコマンドカードの2種類に分けられる。まずゲーム開始時にキャラクターカードを入力して使用するモビルスーツ3体を登録する（ストーリーモードでは6体登録し、ステージ毎に選択して出撃させる。なおこの6体は最後まで変更できない）。対戦は3対3で行うターン制で、ターンの最初に双方がコマンドカードを入力して行動を決める。コマンドカードには「みんな撃て（全員一対一で射撃攻撃）」「エースを斬れ（ヒットポイントが一番多い1体に集中して接近攻撃）」といった基本的なもののほか、コマンドポイントと呼ばれる値を消費してα・アジールやビグザムといった巨大兵器を呼び出して大ダメージを与えたり、ヒットポイントの回復や各種ステータスの増強を行えるものもある。相手にダメージを与えてゆきモビルスーツチームを全滅させた方の勝ちとなる。
ウルトラマン倶楽部 スポ根ファイト!
1993年4月23日発売。
クレヨンしんちゃん オラとポイポイ
1993年8月27日発売。『クレヨンしんちゃん』原作とするアクションパズルゲーム。詳細はリンク先を参照。
幽☆遊☆白書 爆闘暗黒武術会
1993年10月22日発売。漫画『幽☆遊☆白書』およびそのアニメ版を原作とする対戦アクションゲーム。使用キャラクターが制限された暗黒武術会モードと登場キャラで自由に対戦できる対戦モードがある。一部キャラクターはバーコードを認識させないと使用できない。
バトルラッシュ Build Up Robot Tournament
1993年11月13日発売。
Jリーグ スーパートッププレイヤーズ
1994年4月22日発売。最後の専用ソフト。バーコードはチームデータを使用する場面のみ。